# Kepler-419b
Kepler-419b (també conegut per la seva designació d'Objecte d'Interès Kepler KOI-1474.01) és un exoplaneta de Júpiter calent que orbita l'estrella Kepler-419, el més exterior dels dos planetes d'aquest tipus descoberts per la nau espacial Kepler de la NASA. Es troba a uns 3.400 anys llum (1.040 parsecs de la Terra a la constel·lació del Cigne.

## Característiques

### Massa, radi i temperatura
Kepler-419b és un Júpiter calent, un exoplaneta que té un radi i una massa propers als del planeta Júpiter, però amb una temperatura extremadament alta. Té una temperatura de 505 K (232 °C; 449 °F). Té una massa de 2,5 MJ i un radi de 0,96 RJ.

### Estrella amfitriona
El planeta orbita al voltant d'una estrella de (Tipus F) anomenada Kepler-419. L'estrella té una massa d'1,39 M☉ i un radi d'1,75 R☉. Té una temperatura superficial de 6430 K i té 2.800 milions d'anys. En comparació, el Sol té uns 4.600 milions d'anys i té una temperatura superficial de 5778 K.
La magnitud aparent de l'estrella, o la brillantor que sembla des de la perspectiva de la Terra, és de 13. És massa tènue per ser vista a simple vista.

### Òrbita
Kepler-419c orbita al voltant de la seva estrella amfitriona amb el 270% de la lluminositat del Sol (2,7 L☉) aproximadament cada 67 dies a una distància de 0,37 UA (prop de la distància orbital de Mercuri des del Sol, que és 0,38 ua). Té una òrbita molt excèntrica, amb una excentricitat de 0,833.

## Descobriment
L'any 2009, la nau espacial Kepler de la NASA estava completant l'observació d'estrelles al seu fotòmetre, l'instrument que utilitza per detectar esdeveniments del trànsit, en que un planeta creua davant i atenua la seva estrella amfitriona durant un període breu i aproximadament regular. En aquesta darrera prova, Kepler va observar 50,000 estrelles al Kepler Input Catalog, inclòs Kepler-419, les corbes de llum preliminars es van enviar a l'equip científic de Kepler per a l'anàlisi, que va triar companys planetaris evidents entre el grup per al seguiment als observatoris. Les observacions dels potencials candidats a exoplanetes van tenir lloc entre el 13 de maig de 2009 i el 17 de març de 2012. Després d'observar els respectius trànsits, es va anunciar el primer planeta, Kepler-419b.